# Lluís Juste de Nin
Lluís Juste de Nin (Barcelona, 1945 - Barcelona, 21 de maig de 2020) fou un dibuixant, il·lustrador i ninotaire, conegut també pel seu vincle amb el món de la moda a través de la marca Armand Basi. Des dels anys 1960 va publicar en nombroses publicacions cíviques. Els seus ninots en moltes publicacions de l'oposició contra el franquisme (PSUC, sindicats democràtics, Assemblea de Catalunya…) signat com El Zurdo, i posteriorment les seves il·lustracions durant anys d'articles de Manuel Vázquez Montalbán a Mundo Obrero, el feren popular en temps del franquisme i la transició.

## Biografia
Els anys vuitanta, i per encàrrec de la Generalitat restaurada, realitzà la creació del personatge dibuixat de LA NORMA, que, amb textos de Tísner, fou la base de la primera campanya per a la normalització de la llengua catalana. També els anys vuitanta, entre altres publicacions, col·laborà amb una pàgina setmanal en la revista Canigó en una sèrie anomenada Petant la xerrada, on es comentava a través dels seus dibuixos, l'efervescent actualitat catalana de l'època. En aquell període, Juste de Nin signava els seus dibuixos com L'Esquerrà.
Membre d'una família d'artistes i creadors (per exemple la seva cosina Anaïs Nin), el 2004 apareix la seva primera novel·la gràfica Els Nin. Memòries a llapis d'una família catalana, editada per Planeta DeAgostini i Columna. Amb l'excusa d'un relat familiar de tres segles, Juste de Nin presenta una crònica minuciosa del nostre país a través de 320 pàgines de dibuixos en format còmic i amb un estil deliberadament manuscrit.
En la Cavalcada de Reis del 2006 va dissenyar la carrossa i vestuari dedicada a L'Any del Llibre, on un Quixot i un Sanxo exultants, rodejats de nens armats amb enormes llapis de colors, cavalcaven sobre un colossal llibre amb cap de Rocinante. La Cow Parade a Barcelona, les Noces de Neptú i la Ciutat en les festes de la Mercè o els seus dibuixos gegants a La Ciutat de les Persones, al bell mig del passeig de Gràcia, són diversos exemples de les seves habituals col·laboracions amb accions solidàries.
El setembre del 2008, dissenya el vestuari per l'Estrena Mundial de l'òpera La Celestina de Joaquim Nin-Culmell al Teatro de la Zarzuela de Madrid. Va rebre la medalla Antoni Gaudí a la Creativitat, concedida pel president de la Generalitat el 2003. També va rebre el Premi Nautilus en la Primera edició del Premi Internacional de Còmic Ciutat de Badalona-Caixa Laietana 2010, per la seva trajectòria en el món del còmic català.
Va ser membre del Cercle Catalanista de l'Ateneu Barcelonès, de la Fundació Andreu Nin (FAN), soci d'Òmnium Cultural, i membre del Patronat del Museu Nacional d'Art de Catalunya (MNAC).
Dissenyà el vestuari del musical Don Juan, a sangre y fuego, amb música del compositor mexicà Antonio Calvo i sota la direcció artística d'Ignacio García, que amb producció hispano-mexicana, es va estrenar al Teatro Luz Phillips de la Gran Via de Madrid el 6 octubre 2016.
Guardonat amb la Creu de Sant Jordi l'any 2019 «pel conjunt de la seva obra, en la qual, com a dissenyador, il·lustrador, guionista i dibuixant, ha subratllat un llenguatge marcadament propi, caracteritzat per l'elegància, la sensibilitat i la profunditat i per la seva contribució al gènere de la novel·la gràfica, en què ha recreat la història de la seva família, la de la Catalunya contemporània i adaptacions d'obres clàssiques de la literatura universal».

## Obra i personatges

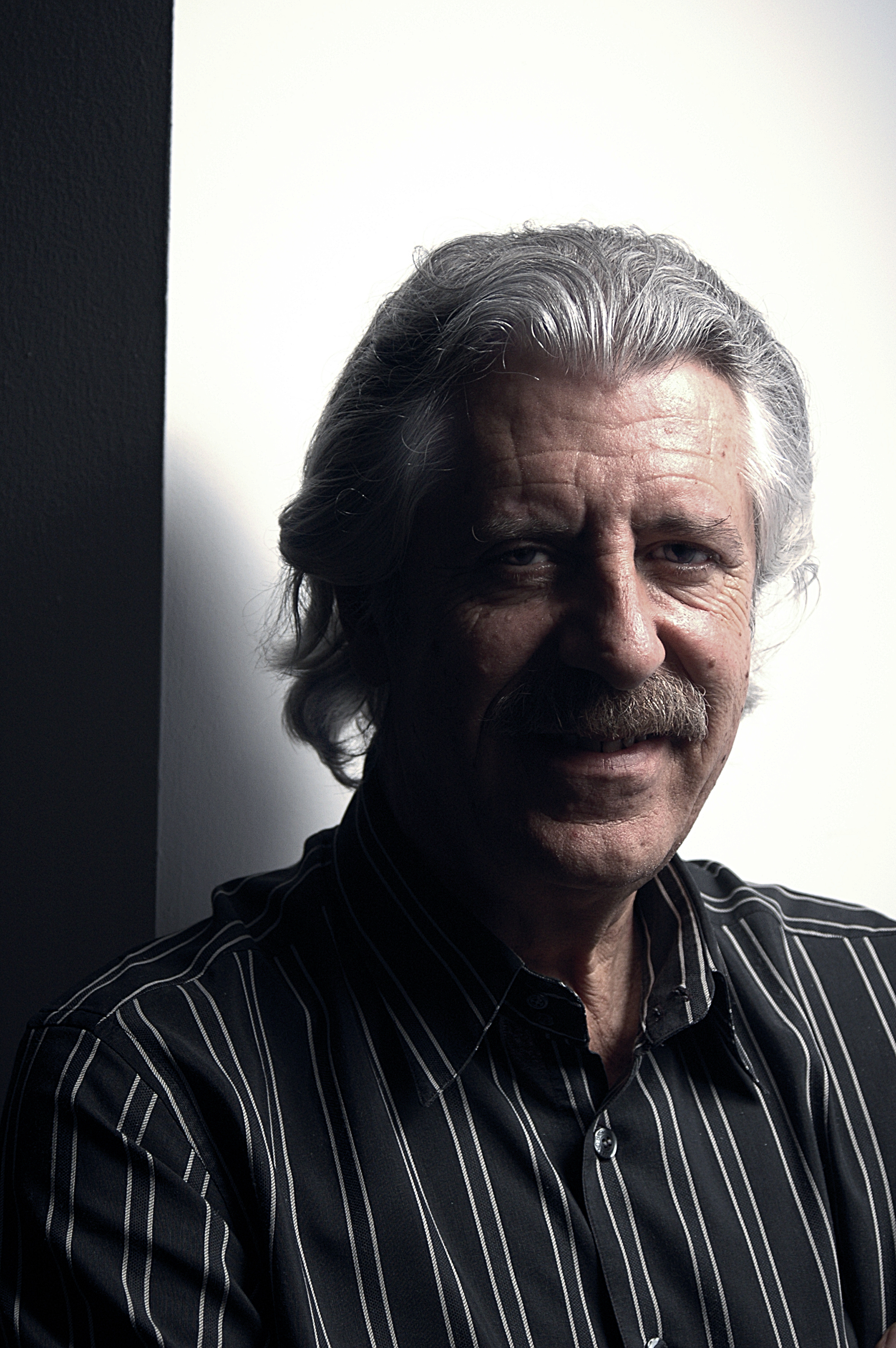
Lluís Juste de Nin (2005)

- 2007, inici de la col·lecció Cròniques a llapís, dedicat a diferents moments de la història de Catalunya dels segles XIX i XX, de forma novel·lada: Edicions de Ponent publica la seva novel·la gràfica MONTECRISTO 1941 basada en el clàssic d'Alexandre Dumas en una versió contemporània i ambientada a la Barcelona esclafada pel franquisme. MONTECRISTO 1941 s'inicia a l'any del seu títol i el desenllaç coincideix amb el retorn del president Tarradellas.
- El guepard 1970, (2008), basat en l'obra de Giuseppe di Lampedusa, comença en els darrers anys de la dictadura i se situa principalment en el període de la transició democràtica. El relat finalitza setmanes després de l'intent de cop d'estat de Tejero i els seus superiors...
- Barcelona 1931. L'Educació Sentimental, (2009), és una adaptació de la magnífica obra de Gustave Flaubert, situada en aquest cas en la Barcelona republicana i revolucionària. Relata l'educació sentimental de Frederic Morell, estudiant de dret i somiatruites, el període més apassionant i convuls de la nostra història, fent un retrat molt acurat de la vida de la capital catalana en aquells dies.
- El quart poder, (2010), és una adaptació de l'obra de Maupassant Bel Ami, i el seu marc la Barcelona dels anys 20, en plena dictadura de Primo de Rivera, amb una acurada descripció del món de la premsa i la vida nocturna i canalla de la ciutat...
- La muntanya màgica (2011), adaptació lliure de l'obra de Thomas Mann, que descriu el període que va des de finals del s. XIX (Els Quatre Gats), fins a l'inici de la Primera Guerra Mundial.
- La fira de les vanitats (2012), versió lliure de l'obra VANITY FAIR de William Thackeray, situada a la Barcelona del s. XIX: De la febre de l'or, fins a la bomba del Liceu.
- La guerra dels besavis (2013). Història d'amor i de guerra en el marc de la Primera carlinada (la Catalunya de 1833). Set anys d'enfrontaments plens de crueltats i víctimes per part dels dos bàndols: els carlins -defensors de la tradició i dels furs-, contra els isabelins -encapçalats per una burgesia liberal cada cop més enfortida.
- Rauxa (La Catalunya Rebel 1925-1931) (2014) Històries de l'exili català al París des anées folles, durant la dictadura de Primo de Rivera. El periodista Pep Pubill, per una greu confusió, haurà de fugir de Barcelona. S'implicarà en el moviment catalanista, i viurà l'extraordinari periple amb Macià; del complot de Prats de Molló a l'Uruguai, Argentina, Cuba, i fins i tot Nova York...
- Quan de tu s'allunya (de l'ocupació de París a la caça de bruixes). (2015). París. Juny 1940. Els alemanys ocupen la capital francesa. Una part de l'exili català decideix fugir; uns a les Amèriques, altres al nord d'Àfrica... Aquest relat segueix aquells que aconseguiren instal·lar-se a Nova York, com en Met Miravitlles, el cartellista Fontserè, el ninotaire anarquista Shum, el fundador del POUM Joaquim Maurin, i el matrimoni Pubill (ja protagonistes de Rauxa), entre d'altres. Però als EUA no gaudiran de la serenitat buscada. Després de fugir del feixisme d'Europa, i acabada la guerra mundial, el maccarthisme els posicionarà a una nova i inesperada realitat...
- Andreu Nin, seguint les teves passes (2016, edicions en català i castellà). S'endinsa en la vida del revolucionari marxista català, fundador amb Joaquim Maurin del POUM, tant en el terreny polític com al familiar. Nin va ser assassinat a 1937 pels agents de Stalin.[4]
- Ítaca (2016, editat per la Societat Cultural Sant Jaume. Premià de Dalt). L'Odissea en la Mediterrània de 1936.
- Disseny del vestuari del musical Don Juan, a sangre y fuego, amb música del compositor mexicà Antonio Calvo i sota la direcció artística d'Ignacio García, que amb producció hispano-mexicana, s'estrenà al Teatro Luz Phillps de la Gran Via de Madrid el 6 d'octubre del 2016...
- Gargo, l'espia català que enganyà a Hitler (Trilita Ediciones, 2017, edicions en català i castellà). Aquesta és una història de dos catalans, un de ficció, en Roger Corbella, i l'altre un personatge històric, en Joan Pujol alies Garbo que, de ben joves, coincidiren a la terrible batalla de l'Ebre. Aquest darrer personatge tingué un paper important a l'hora d'enganyar el mateix Hitler i fer-li creure que la invasió aliada vindria per Calais i no pas per Normandia.
- Vergonya, La grandeur touchée (Trilita Ediciones, 2018, edicions en català i castellà). París, 14 de juny de 1940. Aquest relat es proposa denunciar la manca de resistència de la gran majoria de ciutadans francesos d'aquella generació enfront de l'invasor nazi.
- El noi, vida i mort d'un home lliure (Trilita Ediciones, 2019, edicions en català i castellà). Què i qui és un home o una dona lliure? Convençut que el Noi del Sucre en fou un, aquest volum va dedicat a la seva convulsa i curta vida.[5]

## Novel·les gràfiques publicades
- 2004 - Els Nin
- 2007 - Montecristo 1941
- 2008 - El Guepard 1970
- 2009 - Barcelona 1931. L'educació Sentimental
- 2010 - El Quart Poder
- 2011 - La Muntanya Màgica
- 2012 - La Fira De Les Vanitats
- 2013 - La Guerra Dels Besavis
- 2014 - Rauxa
- 2015 - Quan De Tu s'allunya
- 2016 - Ítaca
- 2016 - Andreu Nin. Seguint les teves passes
- 2017 - Garbo, l'espia català que enganyà a Hitler[6]
- 2018 - Vergonya. La grandeur touchée. París 1940-1944
- 2019 - El Noi. Vida i mort d'un home lliure